# Лапшевник
Лапше́вник — запеканка из домашней лапши с яйцами, творогом или мясом. Аналогичное блюдо из макаронных изделий называется макаронник.

## История
Лапшевник был широко известен в кухнях кубанских, донских, оренбургских и уральских казаков, а также в кухне СССР.

## Технология приготовления
Лапшевник с яйцами: лапшу отваривают, откидывают на дуршлаг и охлаждают. Добавляют сырые яйца и перемешивают. Полученную смесь выкладывают на противень или в сковороду, смазанную маслом и посыпанную сухарями. Поверхность лапшевника разравнивают и смазывают яйцом или сметаной. Запекают в печи или духовке 15—20 минут до образования румяной корочки. Перед подачей поливают маслом или посыпают сахаром.